# Nam Pagai
Nam Pagai (tiếng Indonesia: Pagai Selatan) là một trong các đảo của quần đảo Mentawai, ở ngoài khơi bờ biển phía tây của Sumatra ở Indonesia. Đảo nằm ở phía nam của đảo Bắc Pagai (hoặc Pagai Utara). Số liệu dân số của Nam Pagai (ô bên phải) đề cập đến riêng khu Nam Pagai. Phần phía nam phần lớn không có dân cư của khu Sikakap bao gồm phần phía nam của đảo Bắc Pagai và phần phía bắc của đảo Nam Pagai, cũng như nhiều đảo nhỏ khác nhau ở eo biển giữa hai đảo.
Trận động đất ở Sumatra tháng 9 năm 2007 xảy ra gần các đảo này, tạo ra lực nâng ven biển, mở rộng các đảo lân cận và thậm chí tạo ra 6 đảo mới. Trận động đất và sóng thần Mentawai năm 2010 cũng tấn công bờ biển phía tây nam của đảo, gây ra sóng thần.
Nam Pagai và các hòn đảo xung quanh có các điểm lướt sóng. Các rạn vỗ sóng ở khu vực này bị ảnh hưởng trong sự kiện địa chấn năm 2007 khi các rạn san hô nhô cao khoảng 6 feet ở cực nam của Mentawai. Do đó, các rạn vỗ sóng đã bị thay đổi và có thêm các rạn vỗ sóng mới. Hiện chỉ có thể đến các điểm vỗ sóng bằng thuyền thuê lướt sóng, và do khoảng cách cần thiết để di chuyển đến khu vực Nam Pagai nên ít nhà khai thác đến đây thường xuyên.